# Sanniyasigundu
Sanniyasigundu es una ciudad censal situada en el distrito de Salem en el estado de Tamil Nadu (India). Su población es de 7823 habitantes (2011). Se encuentra a 7 km de Salem y a 66 km de Erode.

## Demografía
Según el censo de 2011 la población de Sanniyasigundu era de 7823 habitantes, de los cuales 3945 eran hombres y 3878 eran mujeres. Sanniyasigundu tiene una tasa media de alfabetización del 72,69%, inferior a la media estatal del 80,09%: la alfabetización masculina es del 78,75%, y la alfabetización femenina del 66,43%.